# Medea (Pacini)
Medea es una ópera en tres actos con música de Giovanni Pacini y libreto en italiano de Benedetto Castiglia, basado en la tragedia homónima de Eurípides. Se estrenó en el Teatro Carolino de Palermo, el 28 de noviembre de 1843.
Fue representada varias veces por Pacini en posteriores versiones: una primera revisión fue presentada en el Teatro Eretenio de Vicenza el 22 de enero de 1845, otra versión fue puesta en escena el 9 de marzo de 1850 en La Fenice de Venecia, mientras la versión definitiva fue representada en el Teatro de San Carlos de Nápoles el 26 de febrero de 1853. 
Durante algunas décadas fue la Medea más popular de los teatros de ópera de Italia, Rusia y de América. Desde la primera representación hasta el año 1869 fueron realizadas al menos 43 producciones.

## Enlaces externos

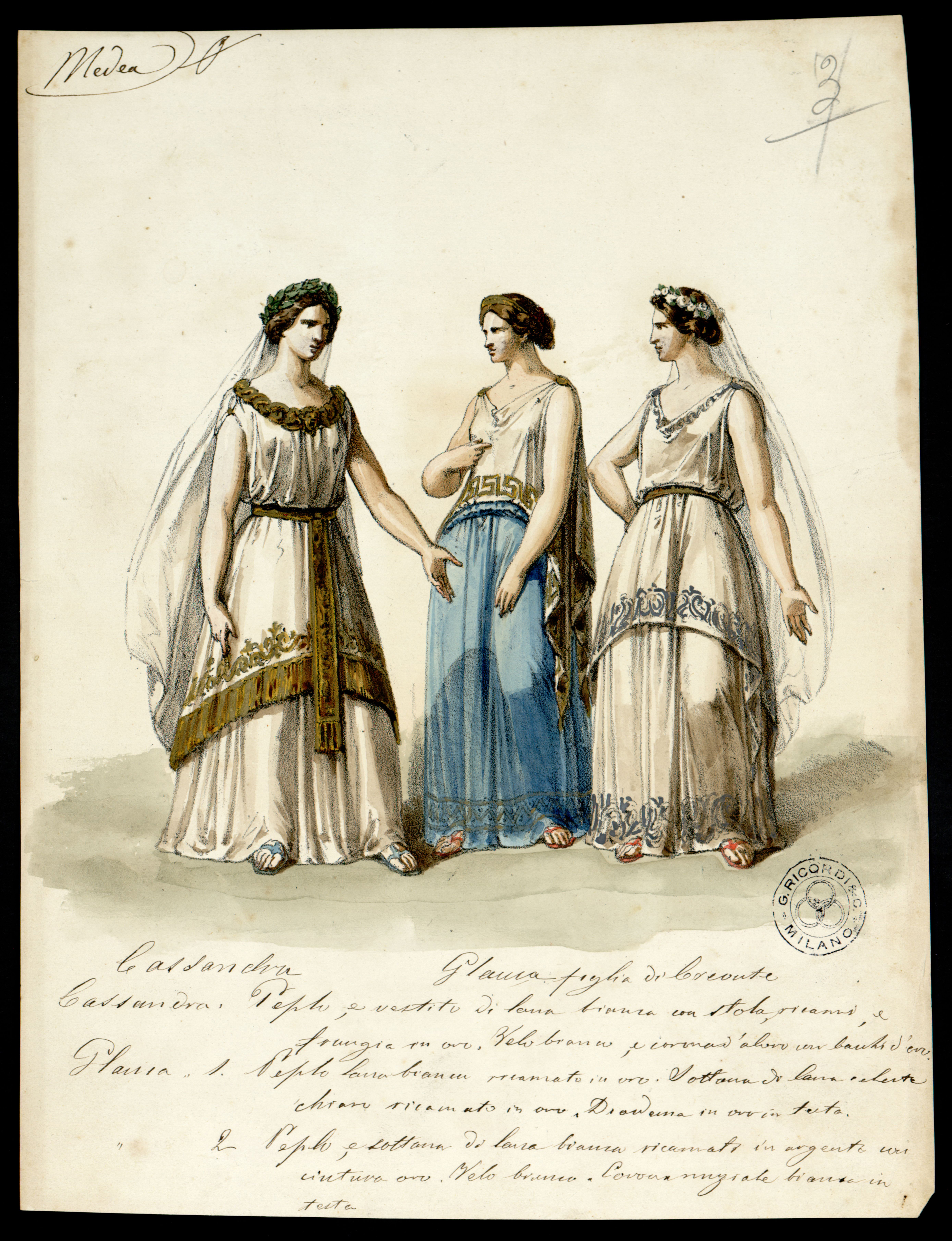
Boceto de los personajes de Cassandra i Glauca
(Archivio Storico Ricordi)